# Турићи (Бусовача)
Турићи су насељено мјесто у Босни и Херцеговини у општини Бусовача које административно припада Федерацији Босне и Херцеговине. Према попису становништва из 1991. у насељу је живјело 533 становника.

## Становништво
Према попису становништва из 1991. године, место је имало 224 становника, од којих већину чине Муслимани.
| Националност | 1991.        |
| Муслимани    | 206 (91,96%) |
| Хрвати       | 18 (8,04%)   |
| Укупно       | 224          |